# Chaise Wassily
Pour les articles homonymes, voir B3.

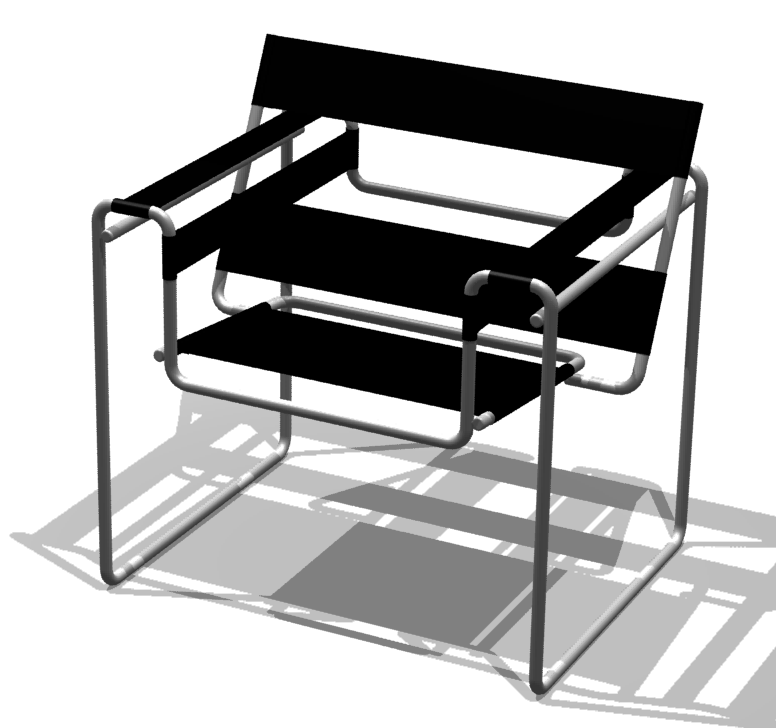
Chaise Wassily par Marcel Breuer

La Chaise Wassily, aussi connue comme chaise modèle B3, a été dessinée par Marcel Breuer en 1925-1926 alors qu’il était à la tête de l’atelier métal du Bauhaus de Dessau. Cette chaise ne fut pas conçue pour le peintre constructiviste Vassily Kandinsky, qui à la même époque était son collègue à l’école du Bauhaus. Cependant Kandinsky en admirait tellement les formes que Breuer lui en fabriqua une seconde pour les appartements privés de Kandinsky. La chaise devint célèbre sous le nom de Wassily une décennie plus tard quand elle fut rééditée par le fabricant italien Dino Gavina qui avait eu vent de cette anecdote concernant Kandinsky lors de ses recherches sur les origines de la chaise.
Cette chaise était révolutionnaire à l'époque dans son utilisation des matériaux (tubes en acier courbés et cuir) et de ses méthodes de fabrication : légère, peu couteuse, d'un assemblage aisé, elle est facile à reproduire. La chaise utilise le même acier que le guidon de son vélo Adler lui inspira l’idée d’utiliser des tubes d’acier pour fabriquer sa chaise, et ceci prouva que c’était un matériau approprié parce que facilement disponible. Si le design (et tous les meubles ultérieurs en tubes d’acier) était technologiquement réalisable, ce fut uniquement parce que l’entreprise allemande de manufacture de l’acier Mannesmann venait juste de réussir à produire des tubes d’acier lisses et cintrés, sans soudure apparente. Auparavant les tubes d’acier avaient des lignes de soudure qui auraient gravement nui au cintrage des tubes. Ainsi, Breuer s'est inspiré des techniques utilisées par l'industrie afin de créer un objet au design élégant.
La chaise Wassily, comme beaucoup d’autres objets de design du Mouvement moderne, a été produite en série à partir des années 1960, et est toujours disponible maintenant comme objet devenu un classique. Ses droits sont détenus par Knoll à New York, quoique des reproductions frauduleuses existent à travers le monde.